# Ecnomiohyla miliaria
Ecnomiohyla miliaria és una espècie de granota que viu a Costa Rica, Nicaragua i Panamà.
Està amenaçada d'extinció per la pèrdua del seu hàbitat natural.